# Bystropogon maderensis
Bystropogon maderensis — вид рослин з родини глухокропивові (Lamiaceae), ендемік Мадейри.

## Опис
Цей вид є чагарником висотою до 1 м.

## Поширення
Ендемік Мадейри (о. Мадейра).
Знайдено від 300 до 1500 м над рівнем моря. Трапляється на краях і вирубках лаврового лісу.

## Використання
Настій свіжого листя цього виду використовується в традиційній медицині на острові Мадейра як седативний і снодійний засіб.

## Загрози та охорона
Основна загроза виникає внаслідок посилення тиску з боку туризму, зокрема, від піших прогулянок та очищення рослин вздовж пішохідних доріг.
Вид росте у Природному парку Мадейри. Вид представлений у 4 ботанічних садах світу. 